# Turó Roig (Sant Iscle de Vallalta)
El Turó Roig és una muntanya de 291 metres que es troba al municipi de Sant Iscle de Vallalta, a la comarca del Maresme.